# Reine rouge (De l'autre côté du miroir)
Ne doit pas être confondu avec La Reine Rouge.
Pour les articles homonymes, voir Reine rouge.
La Reine rouge (en version originale : Red Queen) est un personnage fictif du roman fantastique de Lewis Carroll de 1871 De l'autre côté du miroir (Through the Looking-Glass). Elle est souvent confondue avec la reine de cœur du livre précédent Les Aventures d'Alice au pays des merveilles (Alice's Adventures in Wonderland, 1865), bien que les deux reines soient très différentes.

## Aperçu
De l'autre côté du miroir étant une représentation du jeu d'échecs, la reine rouge pourrait être considérée comme un antagoniste de l'histoire car elle est la reine du côté opposé à Alice. Malgré cela, leur rencontre initiale est cordiale, la reine rouge expliquant les règles des échecs concernant la promotion - en particulier, Alice est capable de devenir une reine en commençant comme pion et en atteignant la huitième case à l'extrémité opposée du plateau.. En tant que reine du jeu d'échecs, la reine rouge est capable de se déplacer rapidement et sans effort. 
Plus tard, au chapitre 9, la reine rouge apparaît avec la reine blanche, posant une série de questions typiques du pays des merveilles / du miroir (« Diviser un pain par un couteau : quelle est la réponse ? »), puis célèbre la promotion d'Alice de pion en reine. Lorsque cette célébration tourne mal, Alice se retourne contre la reine rouge, qu'elle « considère comme la cause de tous les méfaits », et la secoue jusqu'à ce que la reine se transforme en chaton domestique d'Alice. Ce faisant, Alice présente une fin de partie, s'éveillant du monde onirique du miroir, en réalisant à la fois son hallucination et en "prenant" symboliquement la Reine rouge pour mater le Roi rouge.

## Au cinéma

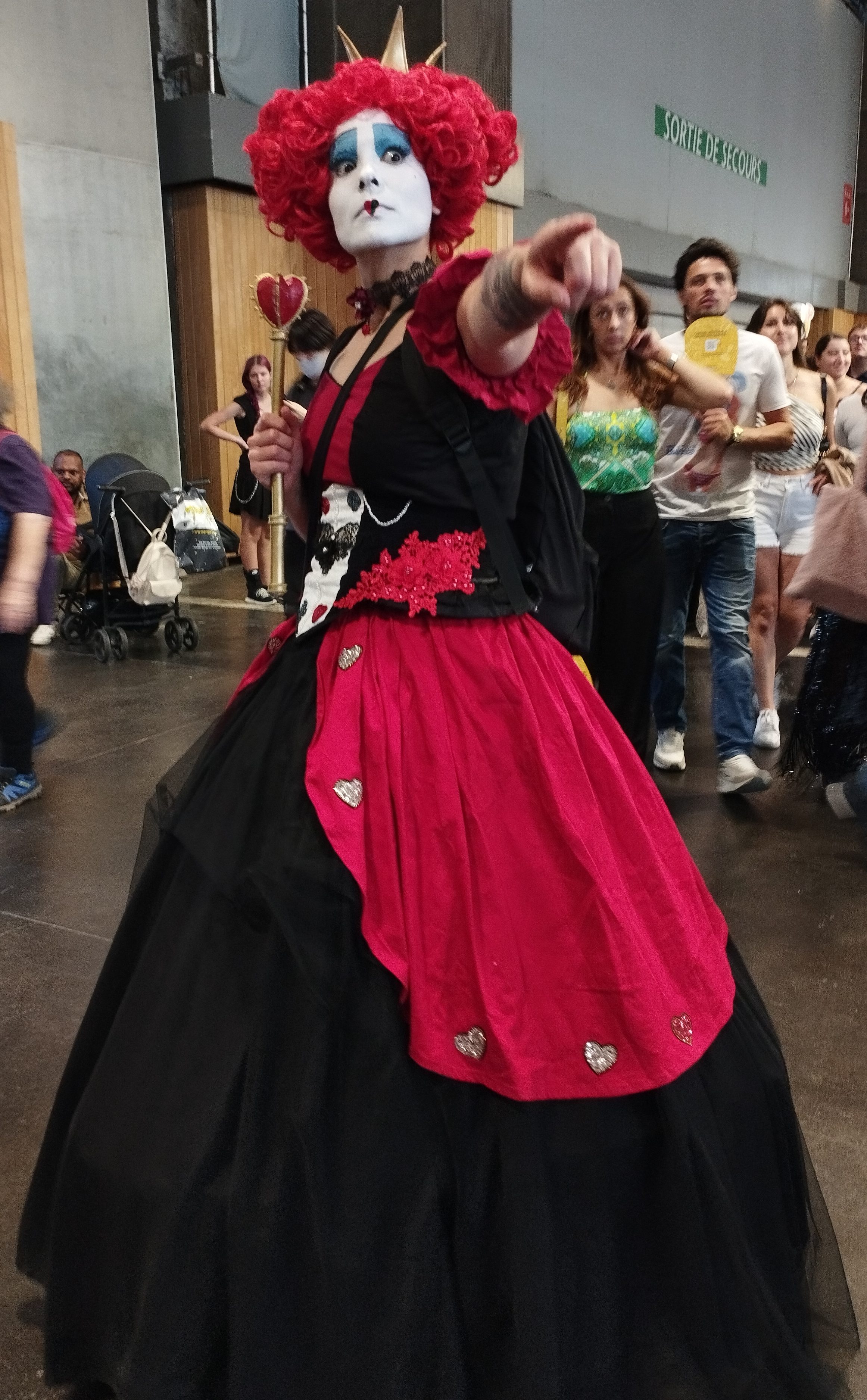
Cosplay de la Reine rouge telle qu'elle est représentée dans le film de Tim Burton.

Dans les films Alice au pays des merveilles de Tim Burton et Alice de l'autre côté du miroir de James Bobin, la Reine rouge est interprétée par Helena Bonham Carter. Elle se prénomme Iracibeth et a une sœur, Mirana, la Reine blanche.
En réalité dans le film, elle représente la Reine de cœur.

## Postérité
Est nommé en l'honneur du personnage (17518) Reinerouge, un astéroïde de la ceinture principale découvert en 1992.

## Utilisations adaptatives en dehors des arts

### En sciences
- L'hypothèse de la reine rouge est une hypothèse évolutive tirée de la course de la reine rouge dans De l'autre côté du miroir (Through the Looking-Glass)[2].
- L'écrivain scientifique Matt Ridley a popularisé le terme "la reine rouge" en relation avec la sélection sexuelle (voir Evolution of sexual reproduction pour plus de détails).

### Dans les affaires
- Le « marketing Red Queen » est défini comme la pratique commerciale consistant à lancer de nouveaux produits afin de remplacer les lancements échoués dans le passé, tandis que les ventes globales d'une marque peuvent rester statiques ou que la croissance est moins qu'incrémentale (Donald Kay Riker, 2009)[3].